# 勒维·多劳
勒维·多劳（匈牙利語：Lőwy Dóra，1977年6月28日—），生于陶陶，匈牙利女子手球运动员。她曾代表匈牙利国家队参加2000年夏季奥林匹克运动会手球比赛，获得一枚银牌。